# 関祖尭
関 祖尭爵士, CBE, JP（かん そぎょう、中国語: 關祖堯爵士、英語: Sir Cho-Yiu Kwan、1907年7月10日－1971年12月7日）は、イギリス領香港のソリシターおよび政治家であり、関祖尭律師事務所の創立者兼上級パートナーである。1948年には香港房屋協会設立に関与し、その後、香港中文大学の籌備委員会主席および初代校董会主席を務めた。また、1950年代から70年代にかけて市政局、立法局、行政局の非官守議員を歴任し、晩年には行政局の首席華人非官守議員となった。しかし、1971年12月7日朝、行政局の会議中に心臓発作を起こし急死した。享年64歳であった。

## 生涯

### 生い立ち
関祖尭の祖籍は広東省開平であり、1907年7月10日に香港で生まれた。父の名は関奕周（音訳）である。関は幼少期をマカオで過ごした後、香港に戻り、抜萃男書院に入学した。卒業後はイギリスに渡り、ロンドン大学ユニバーシティ・カレッジに進学し、法学の優等学位を取得して卒業した。卒業後、イギリスの法律事務所で短期間勤務し、1931年5月にイギリスで事務弁護士資格を取得し、同年香港でも資格を取得した。関は簡悦強爵士と同じく抜萃男書院およびロンドン大学の出身であり、1930年代にはすでに知り合っていた。両者は後に立法局および行政局で共に職務に就いた。
香港に戻った後、関の事業は大きく発展した。イギリスにいる間、関は何東爵士の息子である何世礼将軍と友人関係にあったため、帰国後すぐに何東の助けを借りて、1931年に自らの法律事務所である関祖尭法律事務所を設立、上級パートナーを務めた。このほか、恒生銀行、香港鋼管公司、銀聯保険公司、工商日報などで董事も務めた。

### 第二次世界大戦前後
1941年12月、日本が香港に侵攻した際、関は一時的に香港占領地総督部から食糧統制処の食糧庫主任に任命された。しかし、間もなく香港は陥落した。1945年に香港が再びイギリスの統治下に戻ると、サー・セシル・ハーコート海軍中将を首班とする臨時軍政府により、軍事法廷の副裁判長に任命され、日本人戦犯の裁判を担当した。1946年5月1日、サー・マーク・ヤングが香港総督に復帰、民政が回復したのに伴い、関は巡理府（中央裁判司署）の首席裁判司に転任した。同年12月には、非官守太平紳士に任命され、その後1950年から1951年にかけて香港律師会会長を務めた。
戦後、関は社会活動に熱心に関与するようになった。1948年には、華人法律与習俗委員会および租務法庭委員会の委員に任命された。同年、香港房屋協会の創設にも関与した。その後も、関祖尭は多くの公職を歴任した。1950年には香港社会服務聯会の理事を務め、公務員敍用委員会、華人廟宇委員会、華人慈善基金委員会の委員としても活動した。さらに、1959年には公務員薪俸調査委員会委員、1960年には陪審員名簿審査委員会委員を務めた。また、1951年から1966年にかけて、香港政庁より民衆安全服務隊副処長（行政）に任命され、さらに民安隊設施委員会主席も務めた。

### 両局における活動
1956年から1961年にかけて、関は市政局の非官守議員に任命された。続いて、1959年7月から1966年6月まで立法局の非官守議員を務め、華人の婚姻および相続権に関する法律問題に関心を寄せたほか、香港の電話サービスの品質問題にも注目した。その社会貢献が評価され、1959年には大英帝国勲章（OBE）を授与された。
1961年5月、総督から行政局の非官守議員に任命された。その後、1966年5月には利銘澤の後任として行政局の首席華人非官守議員に就任した。行政局在任中、関は数多くの公職を兼務し、貪汚問題諮詢委員会や賭博政策委員会などの主席を務めたほか、葛量洪奨学金委員会、禁毒諮詢委員会、香港盲人輔導会などの委員も務めた。また、香港房屋協会副主席を務め、保良局の永遠総理にも任命された。
教育分野において、関は香港大学、協恩中学、抜萃男書院の校董を務めた。1961年6月、関はサー・ロバート・ブラック総督により香港中文大学の籌備委員会に任命されて主席に就任し、中文大学の設立準備を主導した。その過程で、彼は大学を代表して政庁と交渉し、馬料水に273エーカーの土地を大学用地として確保することに成功した。1963年に中文大学が正式に設立されると、関祖尭は初代校董会主席に推挙され、1971年に死去するまで同職を務めた。また、1964年には中文大学から名誉法学博士号を授与され、中文大学初の名誉博士号受賞者の一人となった。これは、彼の中文大学設立への多大な貢献を称えるものであった。
経済分野において、行政局首席華人非官守議員として、1967年から1969年にかけて3年連続で香港代表団の団長としてアジア太平洋経済社会委員会に出席した。社会事業にも積極的に関与し、その功績が認められ、1965年に再び叙勲されCBEを授与された。さらに、1969年の元旦には英国王室よりナイト爵を授与されることが発表され、同年3月31日、夫人とともにロンドンのバッキンガム宮殿を訪れ、エリザベス2世より直接叙勲を受けた。

### 在任中の急死
六七暴動後の人心安定のため、香港政庁は1968年に大規模な香港節の開催を計画し、関は香港節指導委員会主席に任命された。関の協力下、政庁は1969年と1971年の2回にわたり成功裏にイベントを開催することができた。1971年12月6日、関はサー・クロフォード・マレー・マクレホース総督と共に香港節最終日を締めくくる大パレードを観覧した翌日、12月7日の朝に督憲府で通常通り行政局の会議に出席した。しかし、会議中に突然急性心臓病を発症し、すぐに瑪麗医院へ搬送されたが、残念ながら蘇生は叶わず、午前10時に亡くなった。享年64歳であった。関の死後、行政局首席華人非官守議員の職は簡悦強爵士が引き継いだ。
関の急逝後、各界や立法局は哀悼の意を表した。簡悦強爵士、ジョン・ダグラス・クレイグ、馮秉芬爵士、サー・シドニー・ゴードン、鍾士元らは「関祖尭爵士治喪委員会」を設立し、彼の葬儀の手配を行った。マクレホース総督も弔辞を発表し、彼の功績を称賛した：
関爵士は生前、多くの重要な任務を担っていた。香港節指導委員会の主席として、香港節が無事に開催され、多くの市民に喜びをもたらした矢先に、関爵士がこの時に突然亡くなったことは、特に悲しみを深めるものであった。—クロフォード・マレー・マクレホース総督
関は仕事が非常に多忙であったため、死の前には高血圧の症状が見られていたとされる。そのため、突然死は事前に兆候があった可能性がある。

## 家庭
関祖堯は1934年に周慧芬と結婚し、二男二女をもうけた。長男は関景超、次男は関景康、長女は関励賢、次女は関慶賢である。

## 栄典

### 受勲
- 非官守太平紳士 （J.P.）（1946年12月）
- 英帝國官佐勳章（O.B.E.）（1959年）
- 英帝國司令勳章（C.B.E.）（1965年）
- 下級勳位爵士（K.t.） （1969年元旦授勳名單）

### 名誉学位
- 栄誉法学博士
  - 香港中文大学 （1964年）

### 関に因んで命名された事物
- 祖堯邨（香港葵涌）
- 祖堯天主教小学（祖堯邨内）

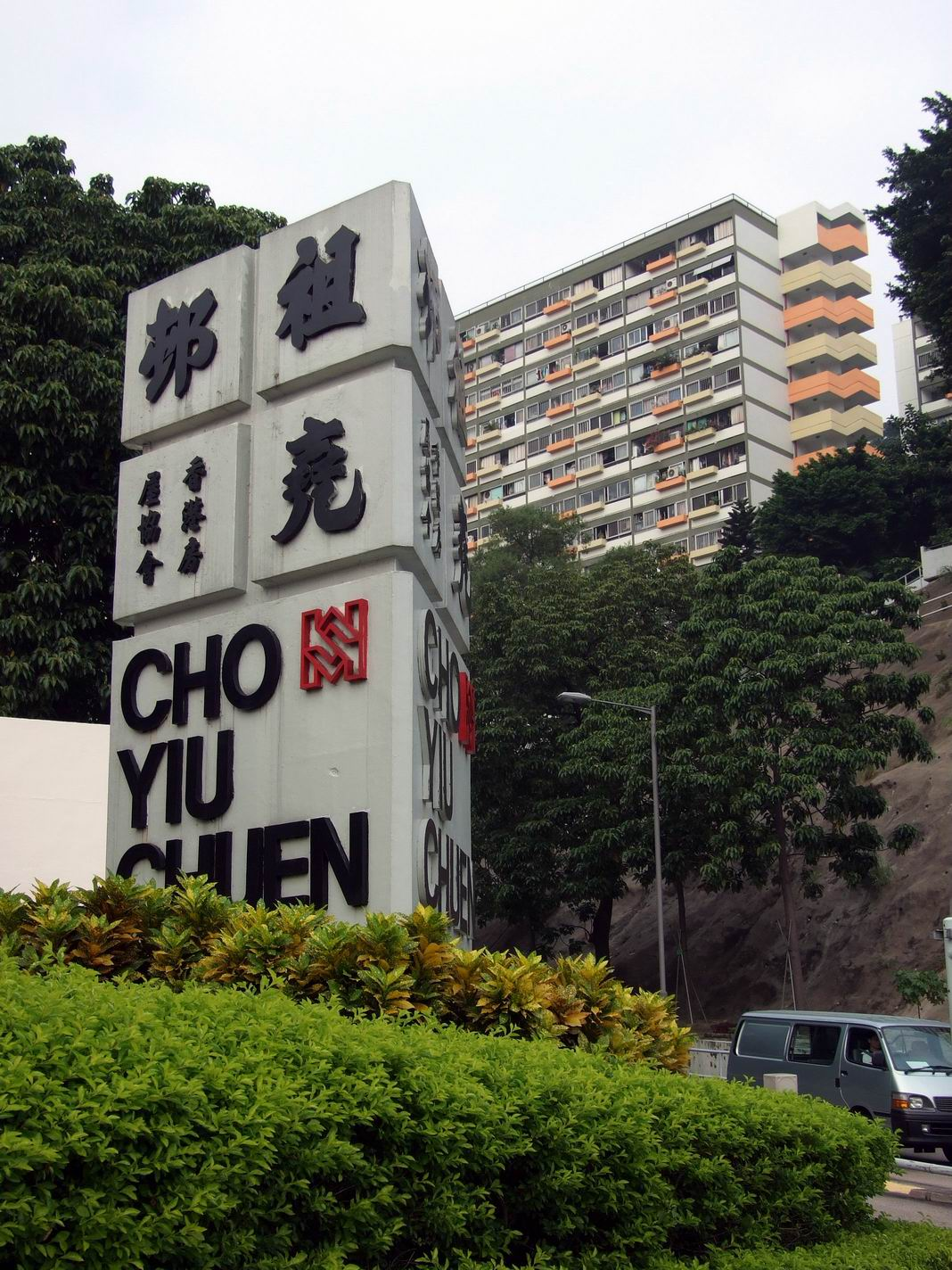
祖堯邨

- 祖堯堂（香港中文大学大学行政楼地下会議庁）
- 五旬節会楼高座（香港中文大学崇基学院、原名祖堯堂）（研究院宿舍、2002年に本科生宿舍に変更）
- 關祖堯教職員進修基金

### 文献
- Who Was Who, London: A & C Black, 1996.
- "http://www.legco.gov.hk/yr71-72/h711215.pdf アーカイブ 2021年4月20日 - ウェイバックマシン", OFFICIAL REPORT OF PROCEEDINGS, Hong Kong: HONG KONG LEGISLATIVE COUNCIL, 15 December, 1971.
- 〈港府任免令〉，《華僑日報》港聞五，1964年5月13日。
- 〈簡悅強李福樹桑達士任行政局非官議員〉，《華僑日報》港聞四，1966年5月28日。
- 〈出席行政局會議時心臟病發－關祖堯爵士與世長辭－噩耗傳出各界均痛悼〉，《工商日報》第十一頁全版，1971年12月8日。
- 〈利國偉－與中大一起走過的日子 アーカイブ 2016年3月5日 - ウェイバックマシン〉，《中大校友》第五期，1996年3月。
- 〈中大最重要人物選舉揭曉 アーカイブ 2017年4月8日 - ウェイバックマシン〉，《中大校友》第二十一期，2000年3月。
- 吳書虹，《從香港郵票看英國對香港的管治特色 アーカイブ 2016年3月4日 - ウェイバックマシン》，2003年。
- 〈十 七 、 祖 堯 邨 Cho Yiu Chuen 1977/1978/1981) アーカイブ 2011年9月4日 - ウェイバックマシン〉，《香港地方》，2008年2月27日造訪。